# Oroperipatus peruvianus
Oroperipatus peruvianus är en klomaskart som beskrevs av Charles Thomas Brues 1917. Oroperipatus peruvianus ingår i släktet Oroperipatus och familjen Peripatidae. Inga underarter finns listade i Catalogue of Life.